# مايك هندري
مايك هندري (بالإنجليزية: Mike Hendry)‏ هو لاعب كرة قدم ومدرب كرة قدم بريطاني في مركز الهجوم، ولد في 20 ديسمبر 1965. لعب مع نادي ألوا أثليتيك.